# Endurance-A
Endurance-A est une mission spatiale robotique dont le développement est proposé par le Rapport décennal sur les sciences planétaires du Conseil national de la recherche des États-Unis publié début 2022. 
L'objectif de cet astromobile, qui serait lancé vers 2030, est de recueillir des échantillons du sol de la Lune dans le  bassin Pôle Sud-Aitken dans le but des trouver des morceaux du manteau lunaire ou des roches témoignant de l'impact ayant créé ce bassin. Les échantillons pourront permettre de contraindre le scénario de formation du système solaire. L'astromobile doit parcourir 2000 kilomètres dans le but de collecter 100 kilogrammes d'échantillons lunaires qui pourraient être ramenés sur Terre par les astronautes du programme Artemis.  

## Contexte

### Un scénario de formation du système solaire en évolution
Au cours de la décennie 2010, de nouveaux scénarios ont émergé concernant la nature et la chronologie de la migration des planètes au début de la formation du système solaire et du grand bombardement. Cette phase de l'histoire de notre système s'est peut-être produite plus tôt que ce qui a été projeté jusque là. Par ailleurs, la datation du grand bombardement réalisée, uniquement à partir d'échantillons de roches du bassin d'impact Imbrium ramenés par les missions Apollo, est peut être biaisée par cette source unique. Enfin les explorations spatiales récentes du système solaire n'ont permis d'avoir qu'un faible aperçu des effets du grand bombardement sur les corps célestes impactés.  

### Nécessité d'une mission robotique scientifique ambitieuse venant compléter le programme Artemis/CPLS
Plusieurs missions spatiales robotiques d'exploration de la Lune et devant remplir des objectifs scientifiques sont programmées pour la décennie 2020 dans le cadre du programme Artemis : astromobile VIPER, orbiteur Lunar Trailblazer, instruments scientifiques développés dans le cadre du programme CPLS. Le Rapport décennal sur les sciences planétaires du Conseil national de la recherche des États-Unis publié début 2022 propose de compléter ces missions aux objectifs très ciblés par une mission plus ambitieuse qui contribuerait à éclairer la dynamique du système solaire à ses débuts dont les cratères lunaires témoignent. Le plus ancien et le plus important de ceux-ci est le bassin Pôle Sud-Aitken de 2500 kilomètres de diamètre, situé sur la face cachée de la Lune, qui a excavé des matériaux du manteau planétaire. L'analyse des morceaux du manteau lunaire fournirait des informations clés sur la composition et la structure de l'intérieur de la Lune ainsi que sur la datation de l'impact. Ces données permettraient en retour de tester les scénarios de l'évolution du système solaire à ses débuts et en particulier la chronologie du grand bombardement. Mais aucun morceau de manteau n'a été récupéré parmi les échantillons de sol lunaire ramenés par les expéditions du programme Apollo et aucun météorite lunaire collecté à la surface de la Terre n'en fait partie. 

### Préconisation du rapport décennal
Le rapport décennal de 2022 préconise de développer un astromobile qui serait chargé d'explorer le bassin Pôle Sud-Aitken en recueillant des données in situ et en collectant des échantillons de roches qui seraient ramenés sur Terre pour analyse. Deux versions de cet astromobile ont été étudiées. Endurance-R (comme robotic) collecterait 2 kilogrammes d'échantillons qui seraient ramenés sur Terre par un deuxième engin spatial. Endurance-A (comme Astronaut) collecterait 100 kilogrammes d'échantillons qui seraient récupérés par les astronautes d'une des missions du programme Artemis et ramenés sur Terre. Le rapport préconise le développement de cette dernière version beaucoup moins coûteuse.

## Objectifs
Les objectifs de la mission portent sur la chronologie de la formation du système solaire et sur la formation de la Lune :
- Déterminer la date du début du grand bombardement en datant l'impact ayant produit le bassin Pôle Sud-Aitken avec une précision de 50 millions d'années.
- Tester l'hypothèse de l'instabilité des planètes géantes et du grand bombardement en déterminant la date de la formation des bassins lunaires de la face cachée de la Lune.
- Déterminer les jalons de l'histoire du système solaire (entre 1 et 4 milliards d'années avant notre époque) en déterminant l'âge absolu des basaltes des mers situées sur la face cachée de la Lune.
- Tester le paradigme de l'océan de magma et caractériser l'évolution thermochimique des mondes terrestres en déterminant l'âge et la composition des formations volcaniques situées sur la face cachée de la Lune.
- Explorer un bassin d'impact géant du plancher jusqu'au bords du cratère en caractérisant la diversité géologique du bassin Pôle Sud-Aitken.

## Caractéristiques techniques
L'astromobile d'une masse de 487 kilogrammes est long de 2,7 mètres, large de 1,8 mètre et haut de 2,5 mètres (avec ses appendices). Il comporte quatre roues de grande dimension (80 centimètres de diamètre) réalisées en treillis métallique. Le châssis est situé à 60 centimètres du sol et il peut progresser sur des pentes de 20 degrés. Ses moteurs électriques lui permettent d'avancer à une vitesse moyenne de 0,5 kilomètre par heure et une vitesse maximale de 1 kilomètre par heure. L'énergie est fournie par un générateur thermoélectrique à radioisotope de type NextGen Mod 1 (en cours de développement) fournissant 245 watts qui lui permet de fonctionner durant la nuit lunaire ou dans les régions perpétuellement à l'ombre. Le RTG fait saillie à l'arrière de l'astromobile pour permettre la dissipation de la chaleur excédentaire produite.
Les communications sont principalement assurées en bande S via une antenne parabolique de 75 centimètres de diamètre à grand gain orientable avec deux degrés de liberté. L'astromobile dispose également d'une antenne omnidirectionnelle faible gain utilisée pour des communications en bande S. L'astromobile doit circuler sur la face cachée de la Lune et au moins un satellite servira de relais de télécommunications entre la surface de la Lune et la Terre. Le développement de ce satellite n'est pas pris en charge par le projet mais pourrait être fourni par l'Agence spatiale européenne. 
L'astromobile dispose d'un système de collecte d'échantillons de roches comprenant un bras articulé disposant de cinq degrés de liberté terminé par une petite pelle pouvant vibrer et permettant de collecter du régolithe (diamètre inférieur à 4 millimètres) ou des petites roches (0,2 à 2 centimètres). Une caméra installée sur bras permet de guider les prélèvements d'échantillons. Un microscope (HLI Hand Lens Imager) et un spectromètre à particules alpha (APXS Alpha Particle X-Ray Spectrometer) fixés à l'extrémité du bras permettent d'effectuer des mesures à très faible distance. Les échantillons prélevés sont stockés dans des containers situés sur les flancs de l'astromobile. 
Un mât supporte plusieurs instruments et équipements qui doivent être placés en hauteur (1,4 mètre)  : 
- deux caméras stéréos couleur (50° × 37,5°) et une caméra équipée d'un téléobjectif (6,7° × 5°) installés sur une tête articulée pouvant pivoter avec une précision de ±2° horizontalement de ±90° et verticalement −60° à +15°
- un spectromètre fonctionnant en lumière visible et proche infrarouge (16 bandes entre 0,3 à 1,4 micromètre)
- des caméras utilisées par la navigation.

Par ailleurs, une antenne fixée sur l'arrière porte le capteur d'un magnétomètre.

## Déroulement de la mission
Le rapport de 2022 propose de lancer le développement d'Endurance-A en 2024 avec un décollage programmé en 2030. Cette date est dépendante de la mise au point du modèle de RTG retenu (NextGen Mod 1). L'astromobile sera déposé dans le bassin Pôle Sud-Aitken par un atterrisseur mis au point dans le cadre du programme CPLS pour déposer vers 2023 l'astromobile VIPER de la NASA près du pôle sud de la Lune. Il est prévu que Endurance-A parcoure environ 2000 kilomètres sur la face cachée de la Lune en 4 ans en effectuant l'examen de plusieurs centaines de sites et en collectant sur une douzaine de sites pré-déterminés jusqu'à 100 kilogrammes de roches et de régolithe. À l'issue de son programme scientifique, l'astromobile doit rallier le site où se sont installés les astronautes du programme Artemis pour que les échantillons du sol lunaire soient ramenés sur Terre. Le coût total de la mission est évalué à 1,54 milliard US$ (2025) dont 200 millions pour le lanceur et l'atterrisseur et 233 millions pour la phase opérationnelle. 